# 腺毛委陵菜
腺毛委陵菜（学名：Potentilla longifolia）是蔷薇科委陵菜属的多年生草本植物。分布于朝鲜、俄罗斯、蒙古、欧洲以及中国大陆的甘肃、山东徂徕山、河北、新疆（阿勒泰、哈巴河、奇台、玛纳斯、沙湾、温泉、昭苏、巴里坤、焉耆等）、甘肃省东南部、西藏、四川、青海、山西、黑龙江、内蒙古、吉林等地，生长于海拔300米至3,200米的地区，常生长在山坡草地、林缘、高山灌丛或疏林下，易于生长在沙质土壤，偶尔长于路边、旱地。6~8月开花，7~9月结果。目前尚未由人工引种栽培。药用价值与菊叶委陵菜相似，可清热解毒，消炎补血。

## 异名
- Potentilla longifolia Willd. ex Schlecht. var. villosa F. Z. Li
- Potentilla viscosa Donn ex Lehm.